# Xylena germana
Xylena germana är en fjärilsart som beskrevs av Herbert Knowles Morrison 1875.
Xylena germana ingår i släktet Xylena och familjen nattflyn, Noctuidae. Arten har sin utbredning i norra USA och södra Kanada. Inga underarter finns listade i Catalogue of Life.